# Ospringe
Ospringe es una parroquia civil situada en el municipio de Faversham, en el distrito de Swale, Kent (Inglaterra). Según el censo de 2021, tiene una población de 730 habitantes.